# Rhodopina pubera
Rhodopina pubera là một loài bọ cánh cứng trong họ Cerambycidae.